# Санта-Роза (Філіппіни)
Санта-Роса (тагальськ: Lungsod ng Santa Rosa)  — місто 1-го класу в провінції Лагуна, Філіппіни. За даними перепису населення 2020 року, його населення становить 414 812 осіб.
Спочатку Санта-Роза була відома своїми промисловими підприємствами Coca-Cola та Toyota. Останнім часом він став популярним завдяки тому, що тут розташований місцький тематичний парк "Зачароване королівство" і кілька житлових комплексів. 

## Історія
У 1571 році іспанський конкістадор Хуан де Сальседо, онук Мігеля Лопеса де Легаспі, заснував місто Біньян, яке було приєднано до Табуко (нині Кабуяо), досліджуючи регіон Лагуна-де-Бай. 
У 1688 році Біньян разом з Барріо Буколом відокремився від Кабуяо. Після низки перейменування та відокремлення районів, щоб стати незалежними містами, Барріо Букол був політично емансипований як муніципалітет Санта-Роза, названий на честь святої Рози Лімської. Муніципалітет Санта-Роза був заснований 18 січня 1792 року.
Під час революційного періоду 1898 року місто відіграло важливу роль у проголошенні незалежності Філіппін від Іспанії, коли країна підписала Акт про незалежність 12 червня 1898 року. Пізніше місцеві революціонери міста воювали разом із силами Піо дель Пілара під час Філіппінсько-американська війна.
10 липня 2004 року Санта-Роза отримала статус міста згідно з Законом про Республіку № 9264, який був схвалений виборцями на плебісциті. Першим мером міста став Леон Арсільяс. 

## Географія
Площа Санта-Рози становить приблизно 54,13 квадратних кілометрів (20,90 квадратних миль). Місто розташоване на захід від Лагуна-де-Бей.
Західна частина міста займає численні торговельні, промислові та ділові об’єкти, а інша – переважно житлові райони та підрозділи, школи, промислові зони та різноманітні ділові установи.

#### Клімат
Клімат області характеризується двома яскраво вираженими сезонами – сухим з листопада по квітень і вологим протягом решти року.

#### Барангаї
Санта-Роза політично підрозділяється на 18 барангаїв:
- Aplaya
- Balibago
- Caingin
- Dila
- Dita
- Don Jose
- Ibaba
- Kanluran (Barangay Poblacion Uno)
- Labas
- Macabling
- Malitlit
- Malusak (Barangay Poblacion Dos)
- Market Area (Barangay Poblacion Tres)

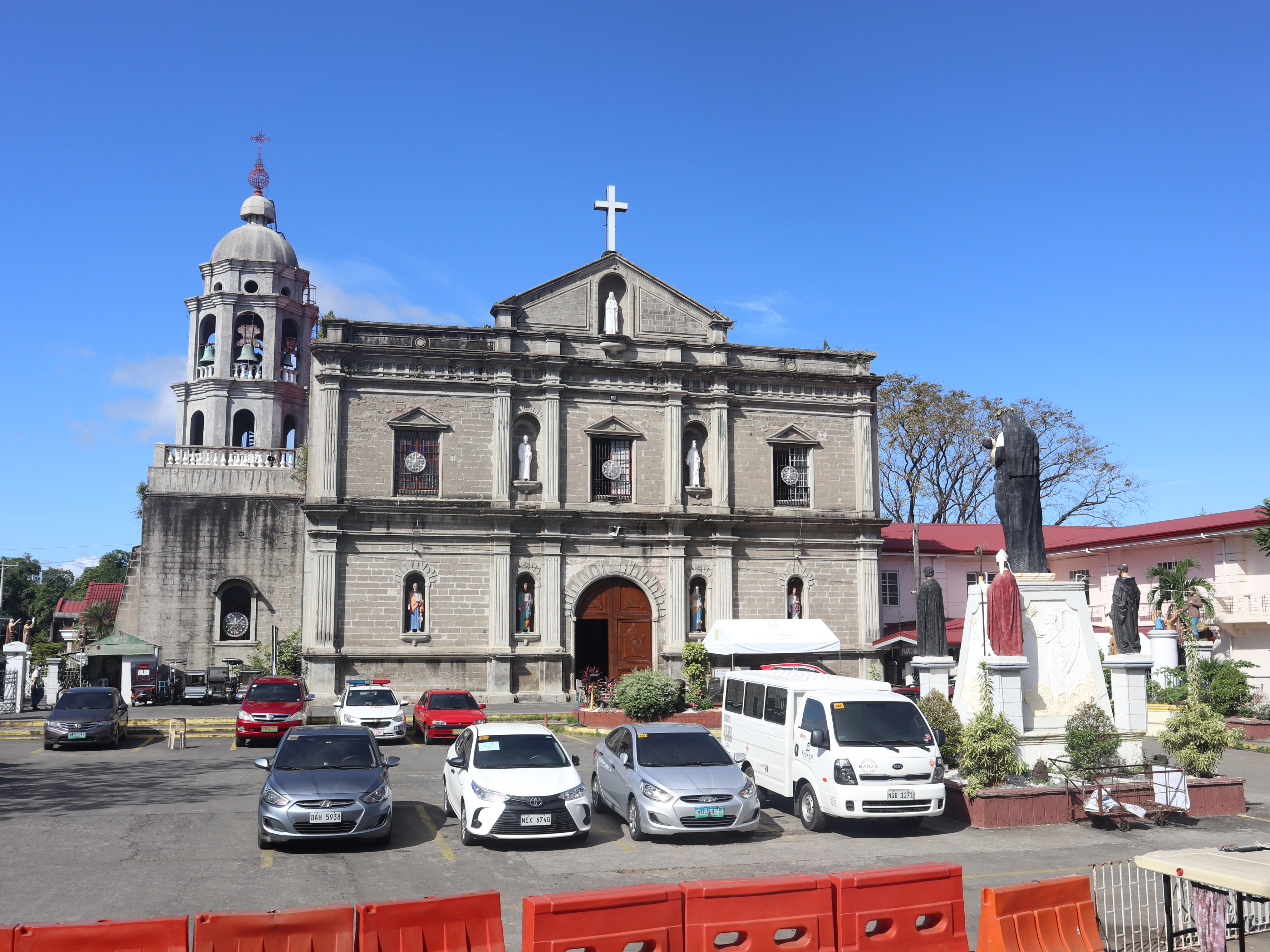
Церква святої Рози Лімської

- Pooc (Pook)
- Pulong Santa Cruz
- Santo Domingo
- Sinalhan
- Tagapo

## Релігія
Більшість людей — Римо-католики. Також серед інших релігійних груп присутня Міжнародна церква Бога, Об’єднана церква Христа на Філіппінах, Ісус є Господом. Церква баптистів, Свідки Єгови та Iglesia Evangelica Unida de Cristo (Євангельська християнська церква). У 1994 році деякі мігранти та емігранти сформували Православну Церкву Святого Миколая (під канонічною юрисдикцією Вселенського Патріархату). 

## Транспорт
Місто Санта-Роза пов'язане з Національним столичним регоном та іншими південними провінціями швидкісною автомагістраллю Південного Лусона (SLEX), Південною дорогою Маніли та Південною лінією Філіппінської національної залізниці. З розв’язки SLEX до міста Санта-Роза можна потрапити по національній дорозі, що веде до сусіднього муніципалітету Сіланг, Кавіте. Також є водний транспорт до сусіднього прибережного міста.

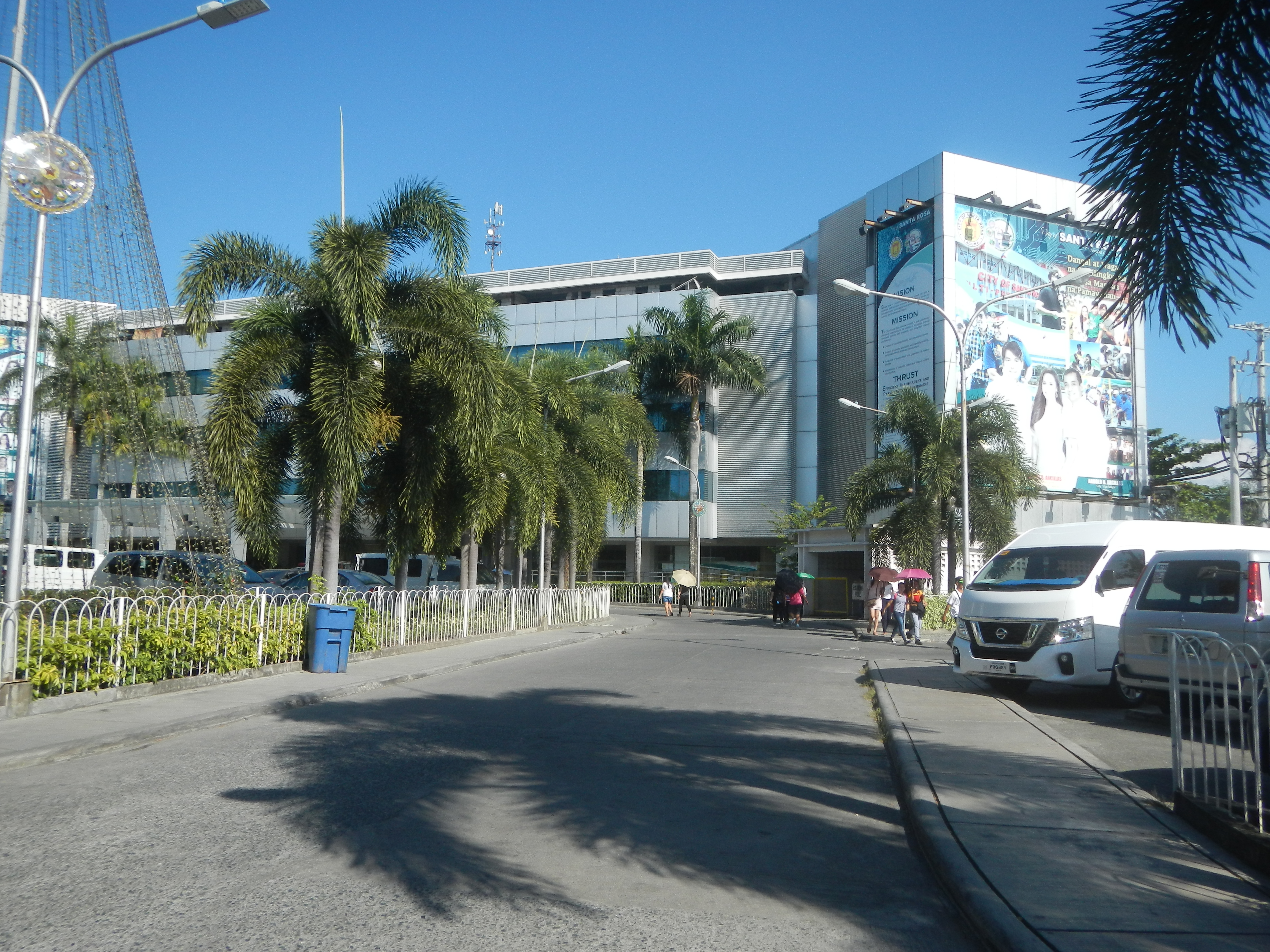
Мерія Санта-Роси

## Політика
Управління міста Санта-Роза в основному здійснюється міським головою, віце-мером та депутатами міської ради. Міський голова є головою виконавчої влади міста, а депутати міської ради є його законодавчим органом. Заступник міського голови, окрім виконання обов’язків міського голови у разі тимчасової вакантної посади, виконує функції голови законодавчого органу міста. Законодавчий орган складається з 10 постійних членів та представників барангаю та молодіжної ради.

## Галерея

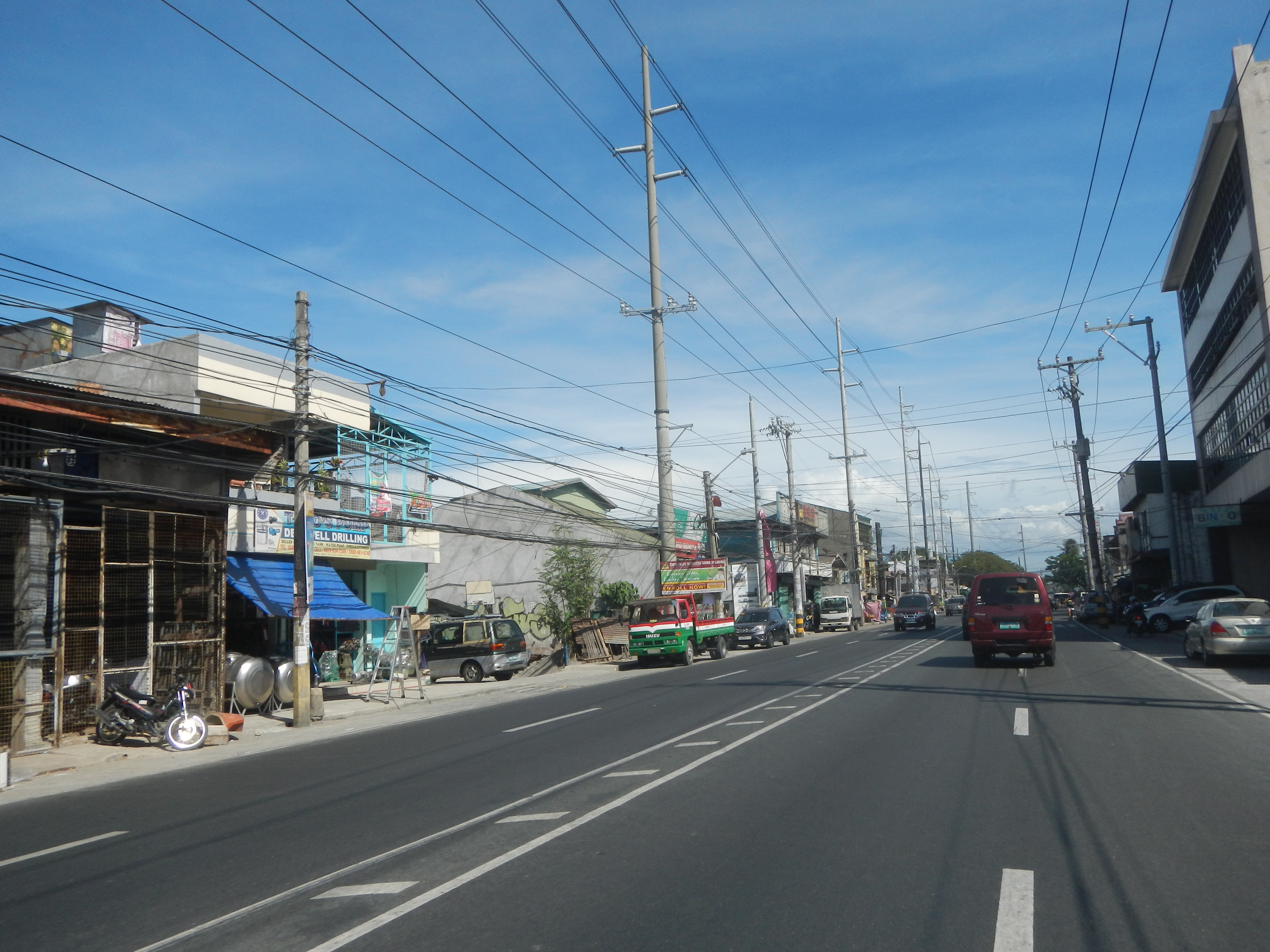
Вулиця
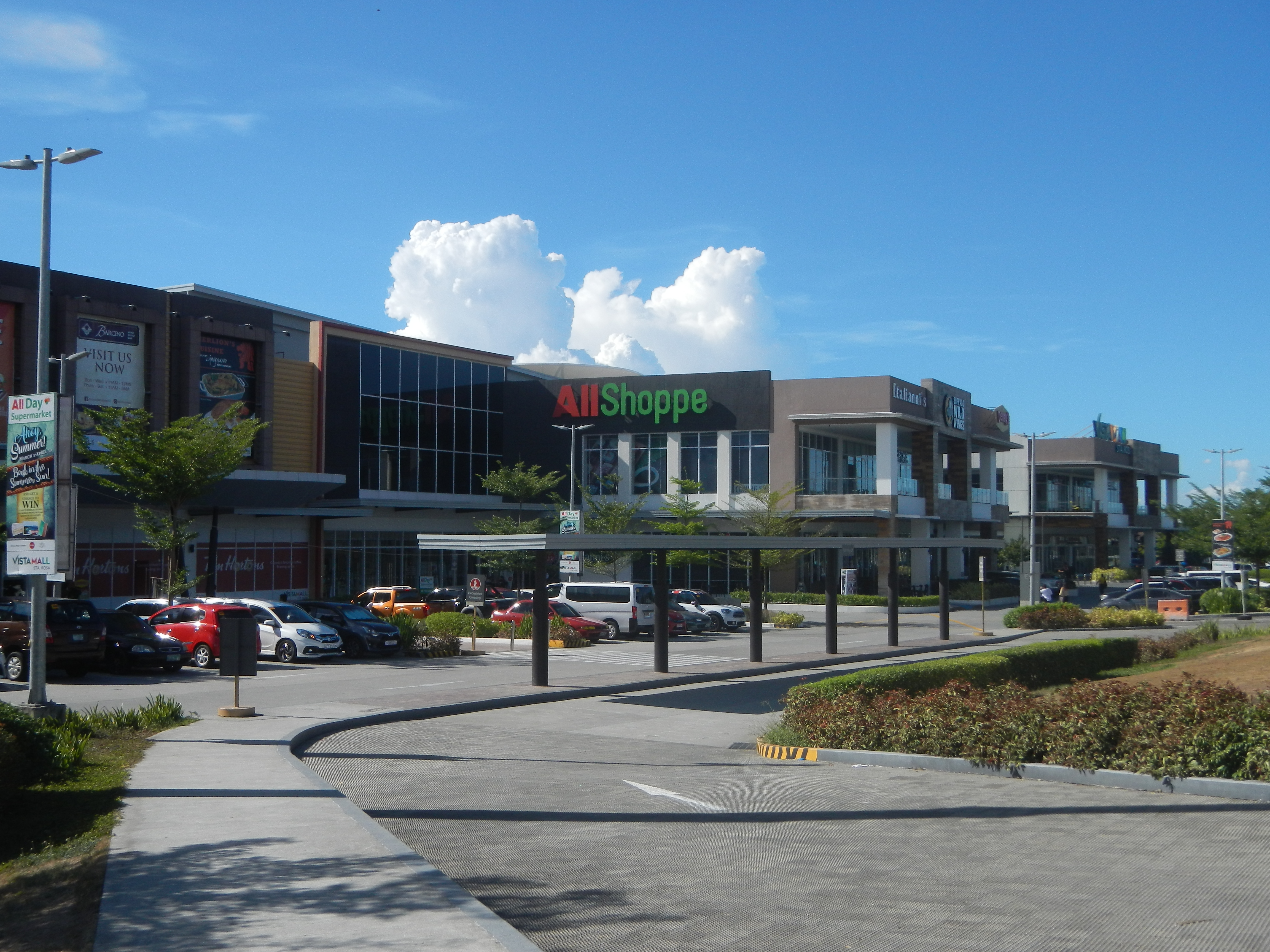
Міський торгівельний центр
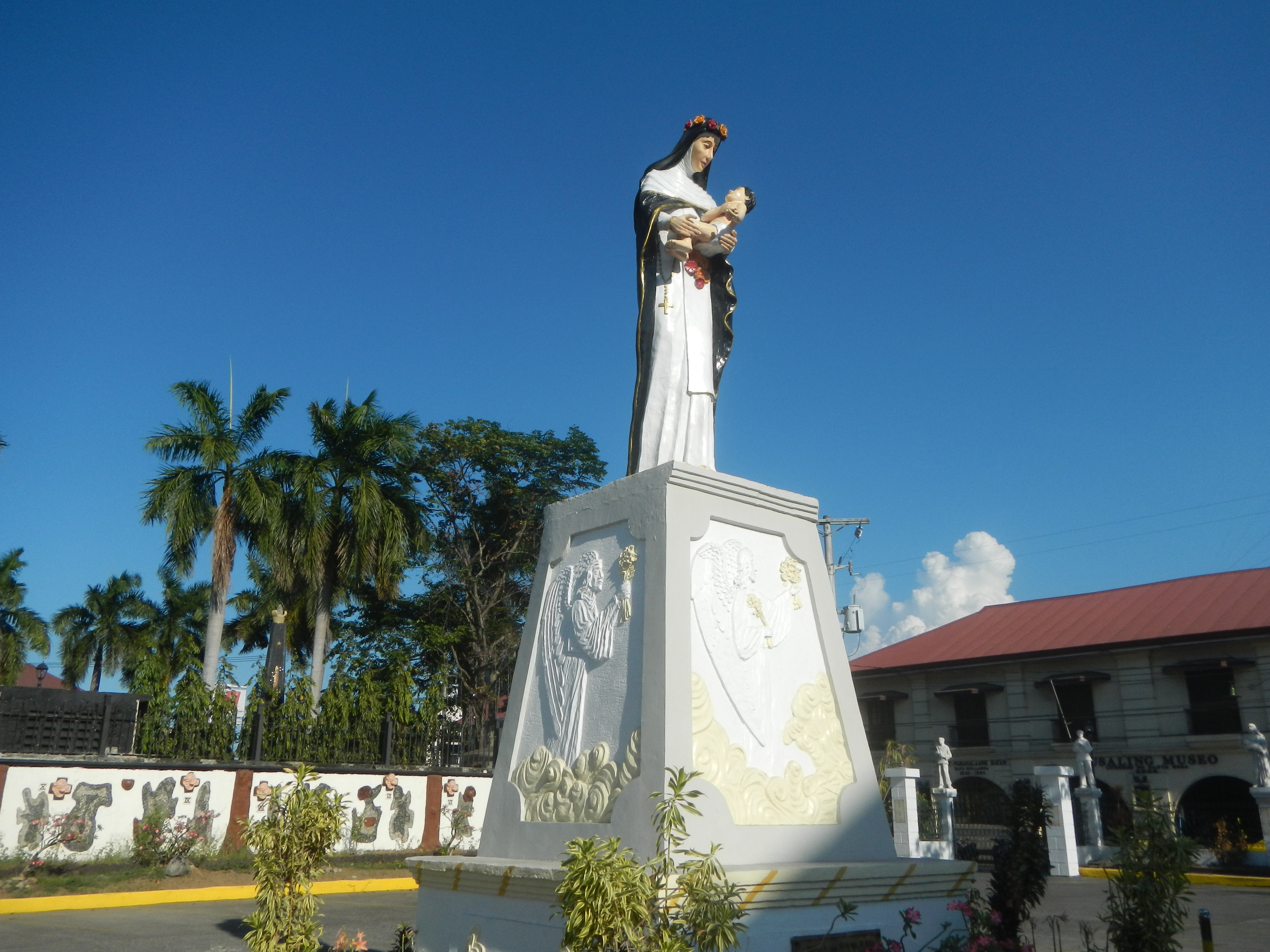
Монумент Діви Марії
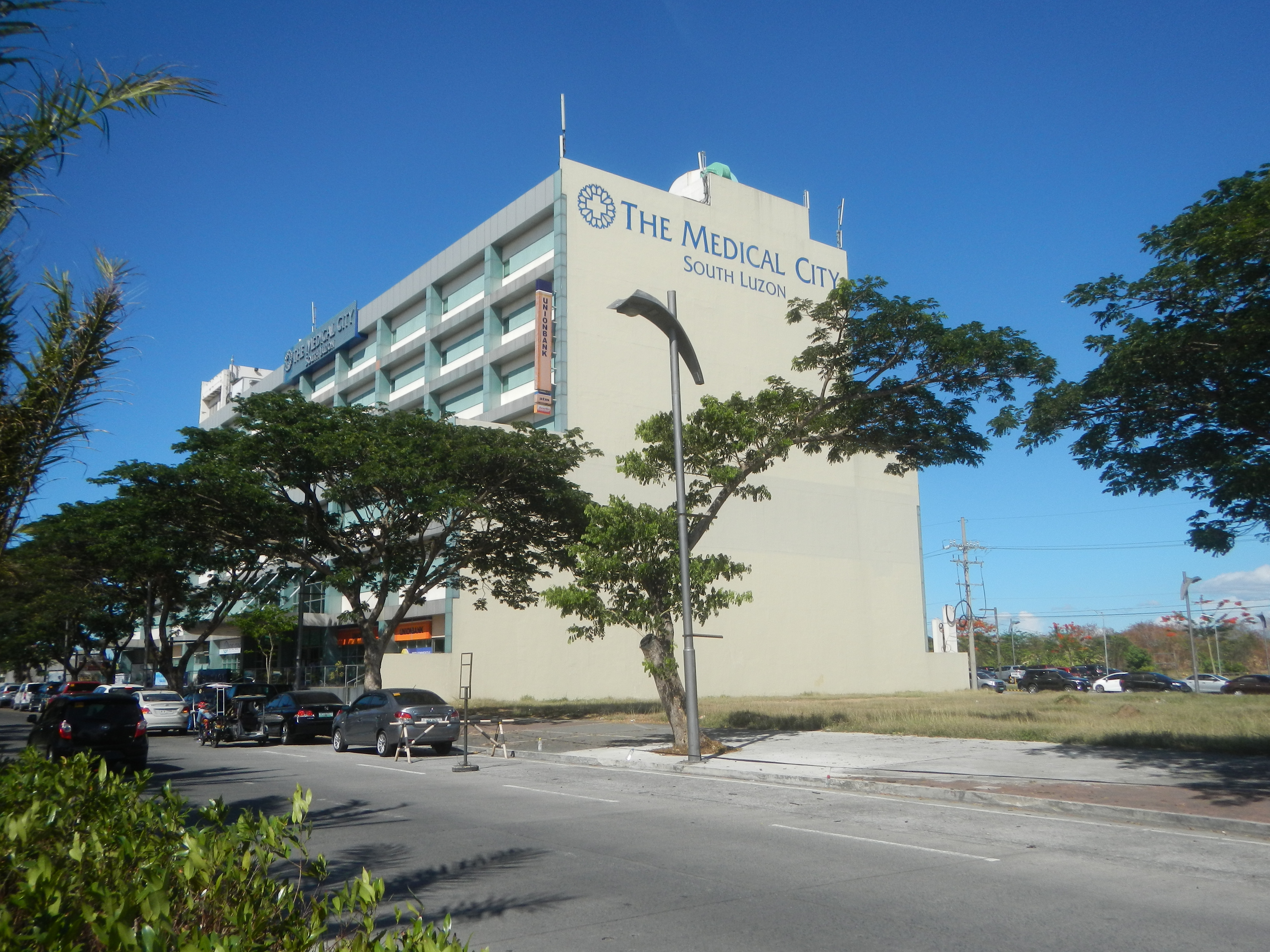
Медичне місто Південного Лусона